# کلود دانا
کلود دانا (فرانسوی: Claude d'Anna‎؛ زادهٔ ۳۱ مارس ۱۹۴۵) کارگردان فیلم و فیلم‌نامه‌نویس اهل کشور فرانسه است.